# تثليج ملكي
الرويال أيسنج أو التثليج الملكي أو سكر الزينة الملكي (بالإنجليزية: Royal icing)‏ هي عبارة عن تغطية سكرية ناصعة البياض، مصنوعة منبياض البيض المخفوق بهدوء، والسكر المطحون، وأحياناً يضاف عصير الليمون. يستخدم الرويال أيسنج لتزيين كيك عيد الميلاد، وكيك الزفاف، وكعك الزنجبيل والعديد من أنواع الكيك والكعك الأخرى. ويستخدم إما كتغطية ملساء أو كقمم بارزة. وغالباً ما يضاف الغليسيرين لكي يمنع التغطية السكرية من أن تصبح قاسية جداً. 
نسبة المقادير المعتادة للرويال أيسنج هي 2 بياض بيض إلى 1 ملعقة كبيرة من عصير الليمون، و1 ملعقة كبيرة من الغليسيرين، وحوالي 1 باوند من السكر، وهذه المقادير تعتمد على الاستعمال.
عند تغطية الكيك أو البسكويت، فإن الرويال أيسنج يستخدم للتزيين كعمل الزهور والقطع البارزة لوضعها على الكعكة. وكذلك يتم صب الرويال أيسنج في أشكال لكي يتصلب وتصبح غير لاصقة، بعدها يتم تنسيق الأشكال الزخرفية المصنوعة على العديد من أنواع الحلويات، ويجب عدم استعمال الغليسيرين لهذا الغرض. وكثيراً ما يستخدم الرويال أيسنج لخلق مشاهد الثلوج، ولكنها تستخدم أيضاً كمادة لاصقة صالحة للأكل في العديد من الوصفات كـ«بيوت خبز الزنجبيل».

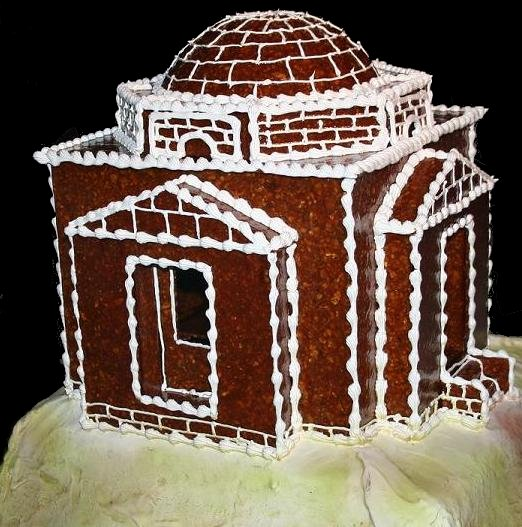
إستخدام الرويال أيسنج كمادة لاصقة صالحة للأكل في "بيت خبز الزنجبيل"

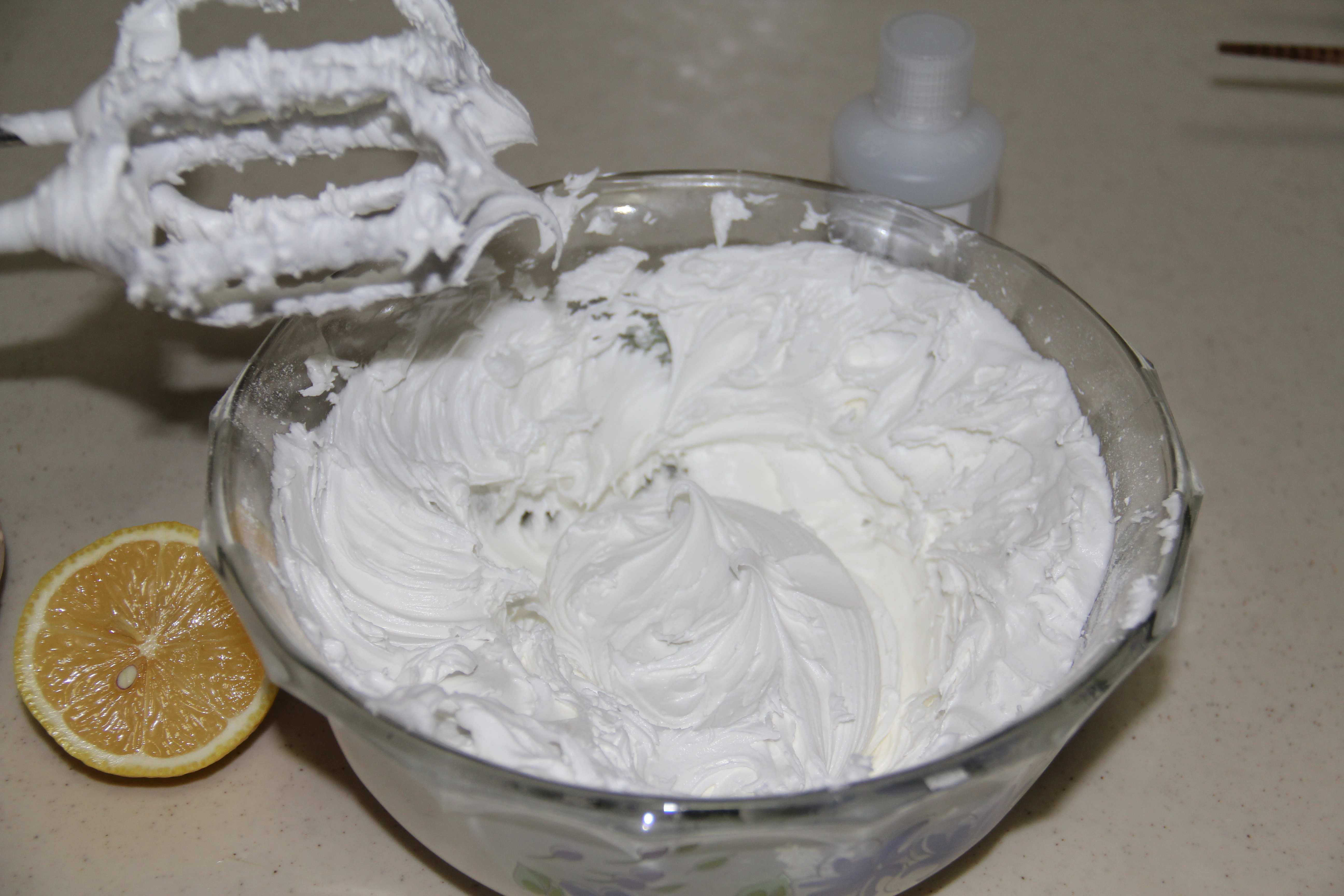
تحضير الرويال أيسنج

## المخاطر الصحية
الرويال أيسنج التقليدي مصنوع من بياض البيض، وعلى الرغم من إنه من المستبعد جدا، فإن هناك فرصة ضئيلة جدا للإصابة بمرض السالمونيلا، والذي قد يحدث بسبب التخزين غير الصحيح للبيض. وهذا القلق يؤخذ بجدية أكبر لا سيما في الولايات المتحدة من قبل مسؤولي الصحة العمومية، مسحوق الميرانغ أو الميرانغ الجاهزة للاستخدام، أو البسترة, أو تثليج بياض البيض، جميعها وسائل يمكن استخدامها وتعطي نتائج مماثلة للرويال أيسنج.
هنالك قلق متزايد في العالم الغربي من زيادة حساسية المكسرات، على سبيل المثال، غالباً ما يستخدم  الرويال أيسنج جنباً إلى جنب مع عجينة المرصبان لتزيين الكيك، حيث أصبحت عجينة المرصبان شائعة جداً لدرجة إنها يمكن أن تكون بديلاً عن الفندان.

## معرض صور

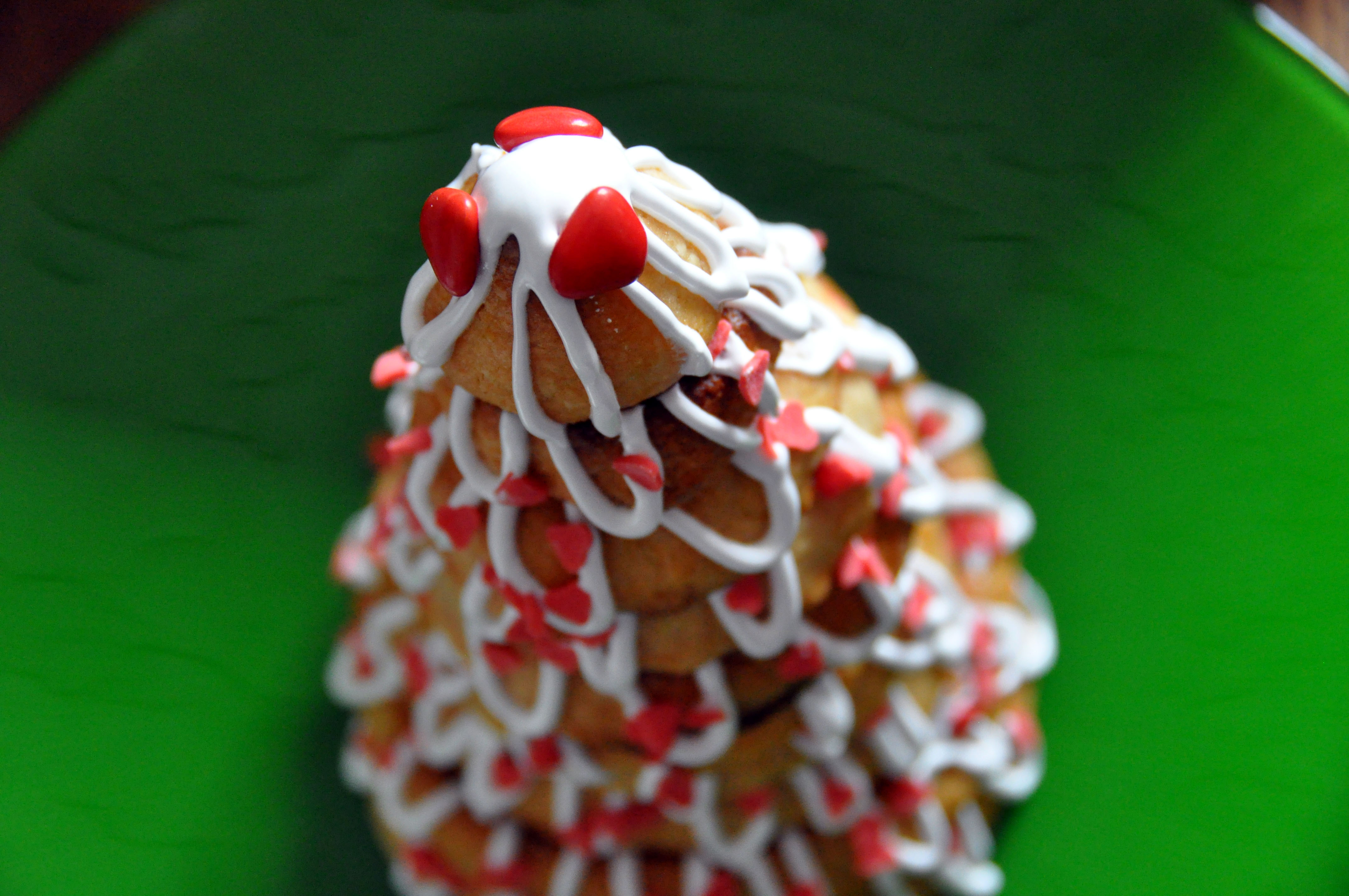
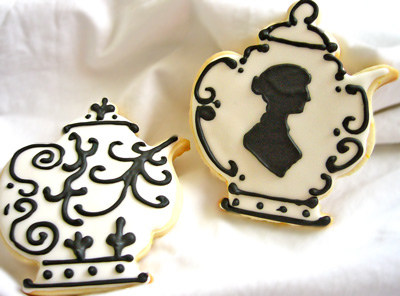
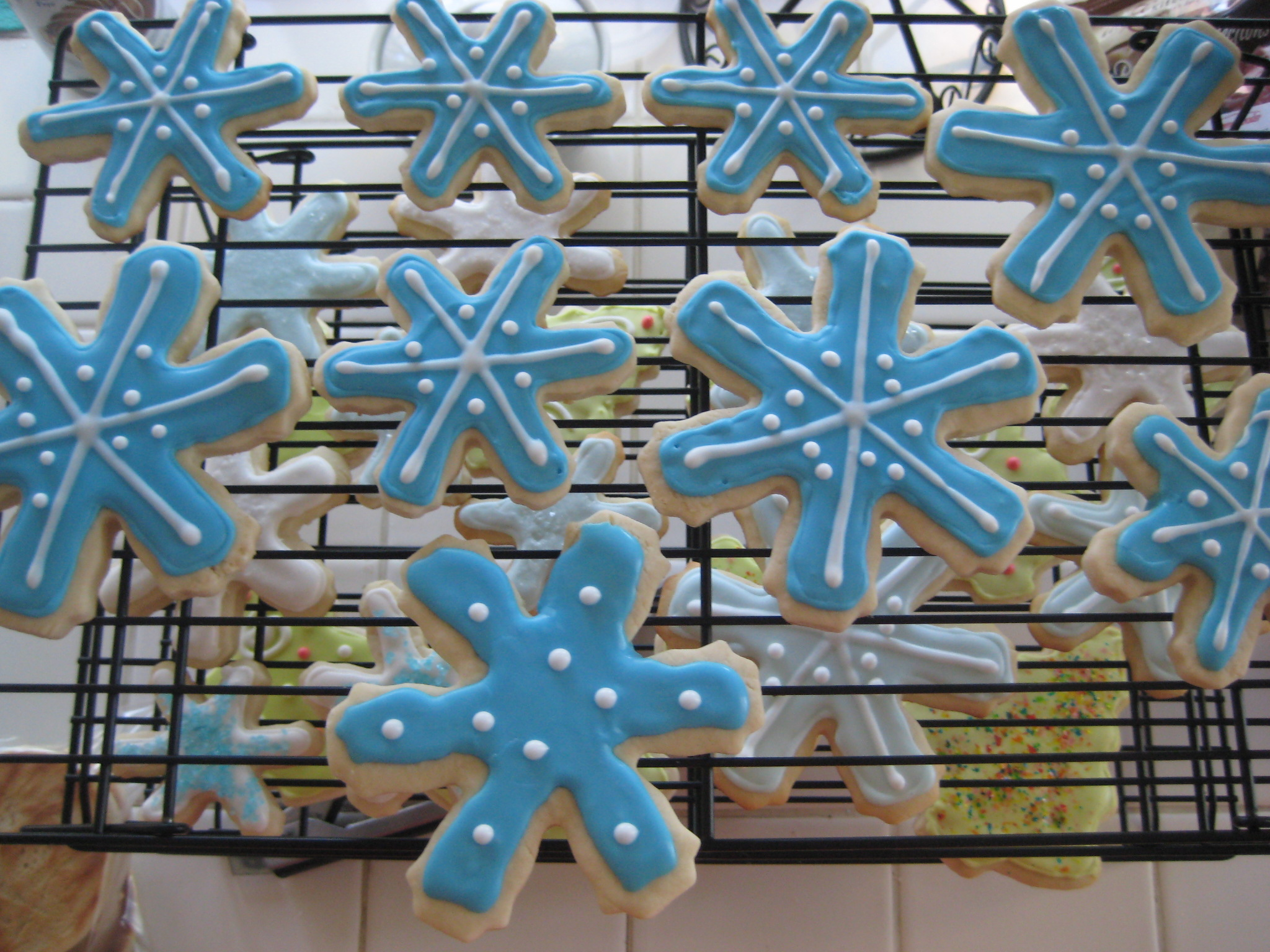
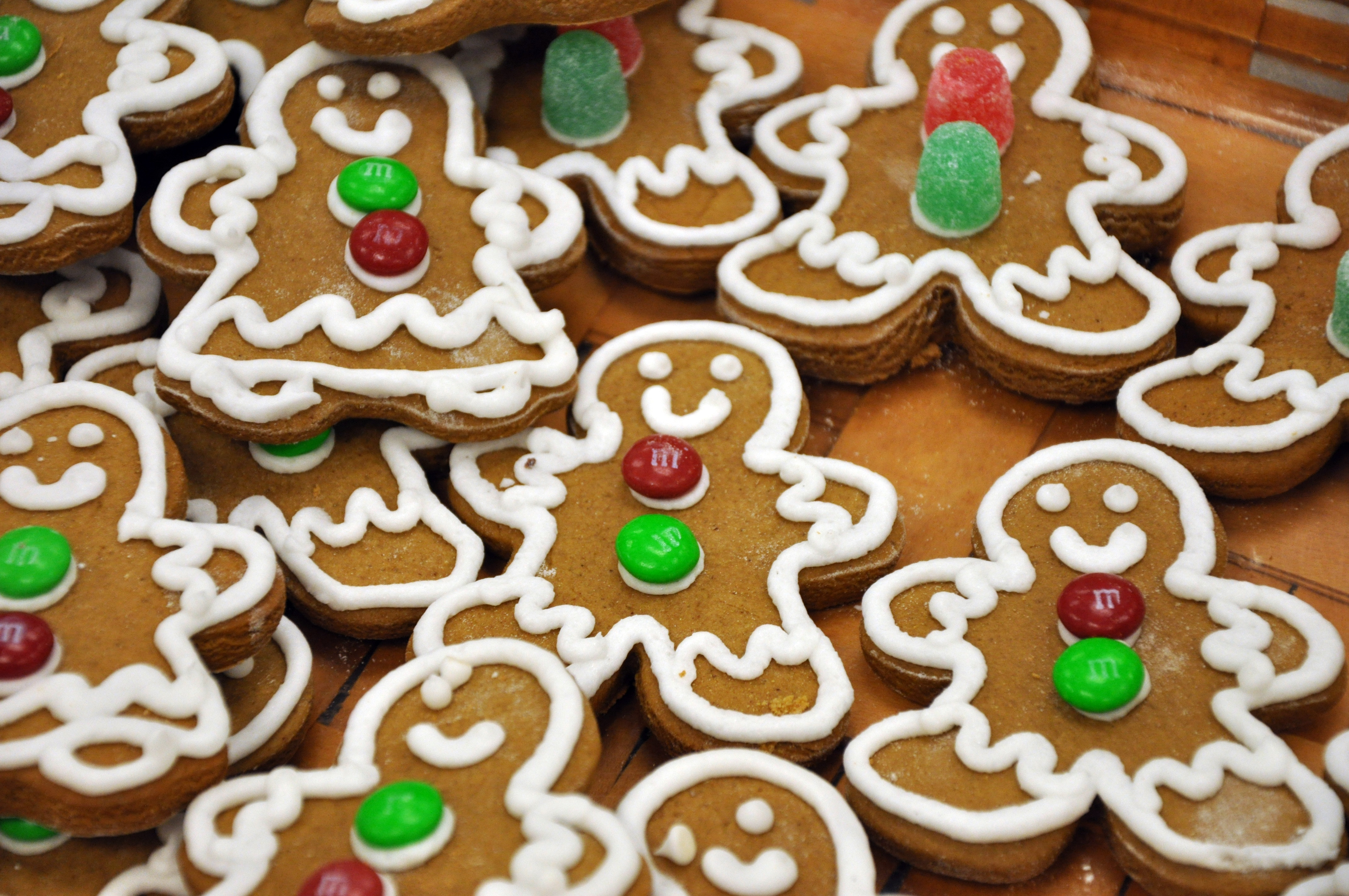

## وصلات خارجية
- طريقة عمل الرويال أيسنج موقع فود نيتورك.